# Kabelverzweiger

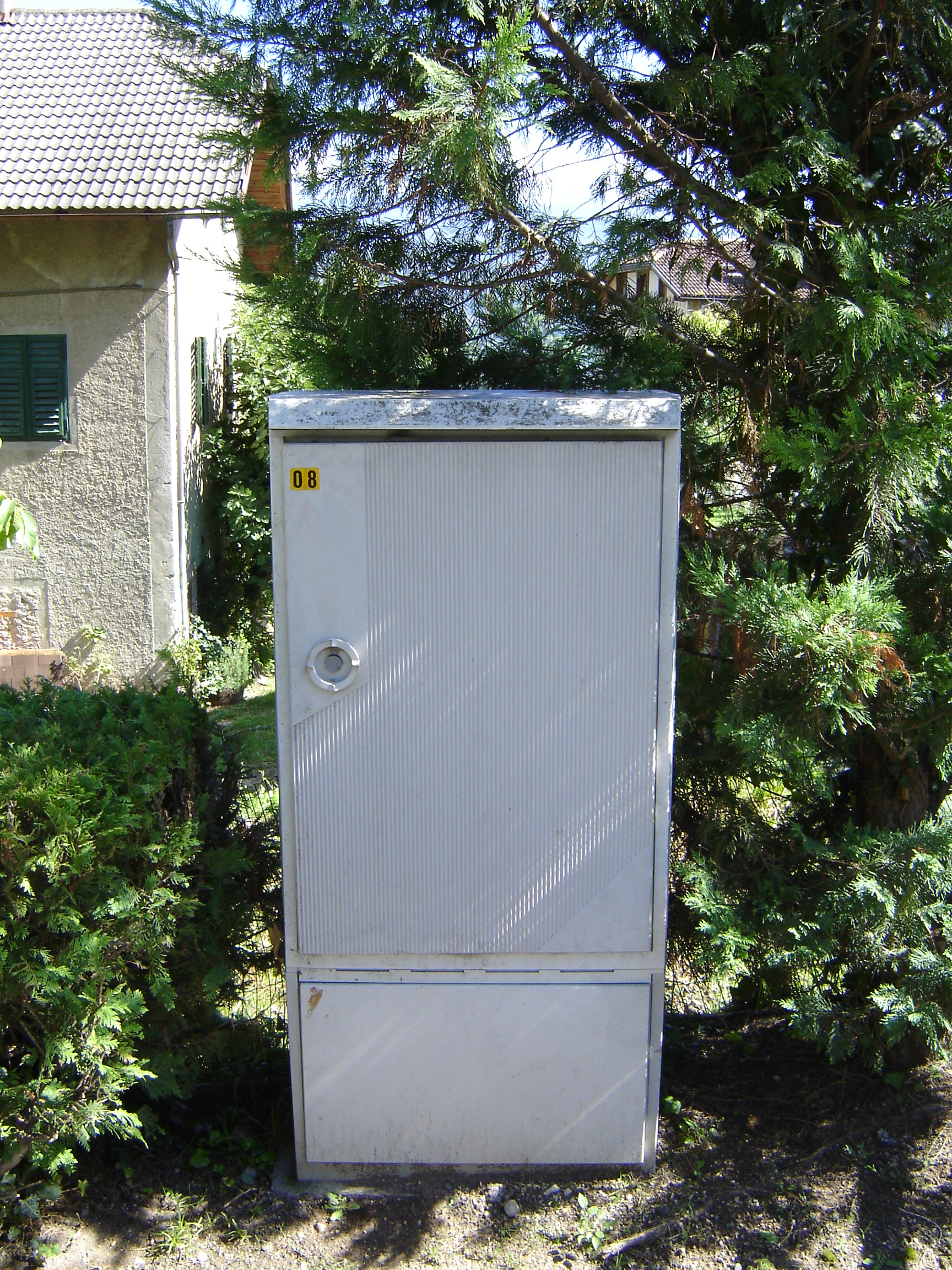
Kabelverzweiger der Telecom Italia

Dieser Artikel befindet sich derzeit in der Qualitätssicherung im WikiProjekt Elektrotechnik des Portal Elektrotechnik. Wenn du dich mit dem Thema auskennst, bist du herzlich eingeladen, dich an der Prüfung und möglichen Verbesserung des Artikels zu beteiligen. Der Meinungsaustausch dazu ist in der Diskussion (Artikel „Kabelverzweiger“ eintragen) zu finden.
Der Kabelverzweiger (KVz) ist ein incl. Sockel etwa 1,40 Meter hoher passiver Schaltschrank zur Kabelverteilung der Leitungen innerhalb eines Fernsprech-Ortsnetzes, der Hauptkabel mit Verzweigungskabeln verbindet.

## Hintergründe
Der Kabelverzweiger steht meist im Gehwegbereich am Straßenrand, ist mit dem Hauptverteiler der Ortsvermittlungsstelle über das Hauptkabel verbunden und trägt die Verzweigungskabel, durch welche die umliegenden Häuser an das Telefonnetz angeschlossen sind. Die Deutsche Telekom besitzt ca. 330.000 Kabelverzweiger, davon sind ca. 8.200 von Wettbewerbern erschlossen (Stand 2014). Diese sind derzeit meist über Hauptkabel aus Kupfer-Doppeladern mit dem nächsten Hauptverteiler verbunden. Im Zuge des Ausbaus der Datenübertragungsrate im Zugangsnetz werden Kabelverzweiger zunehmend auch direkt über Glasfaserkabel an die Hauptverteiler angeschlossen.

Geöffneter, unübersichtlicher Kabelverzweiger in London
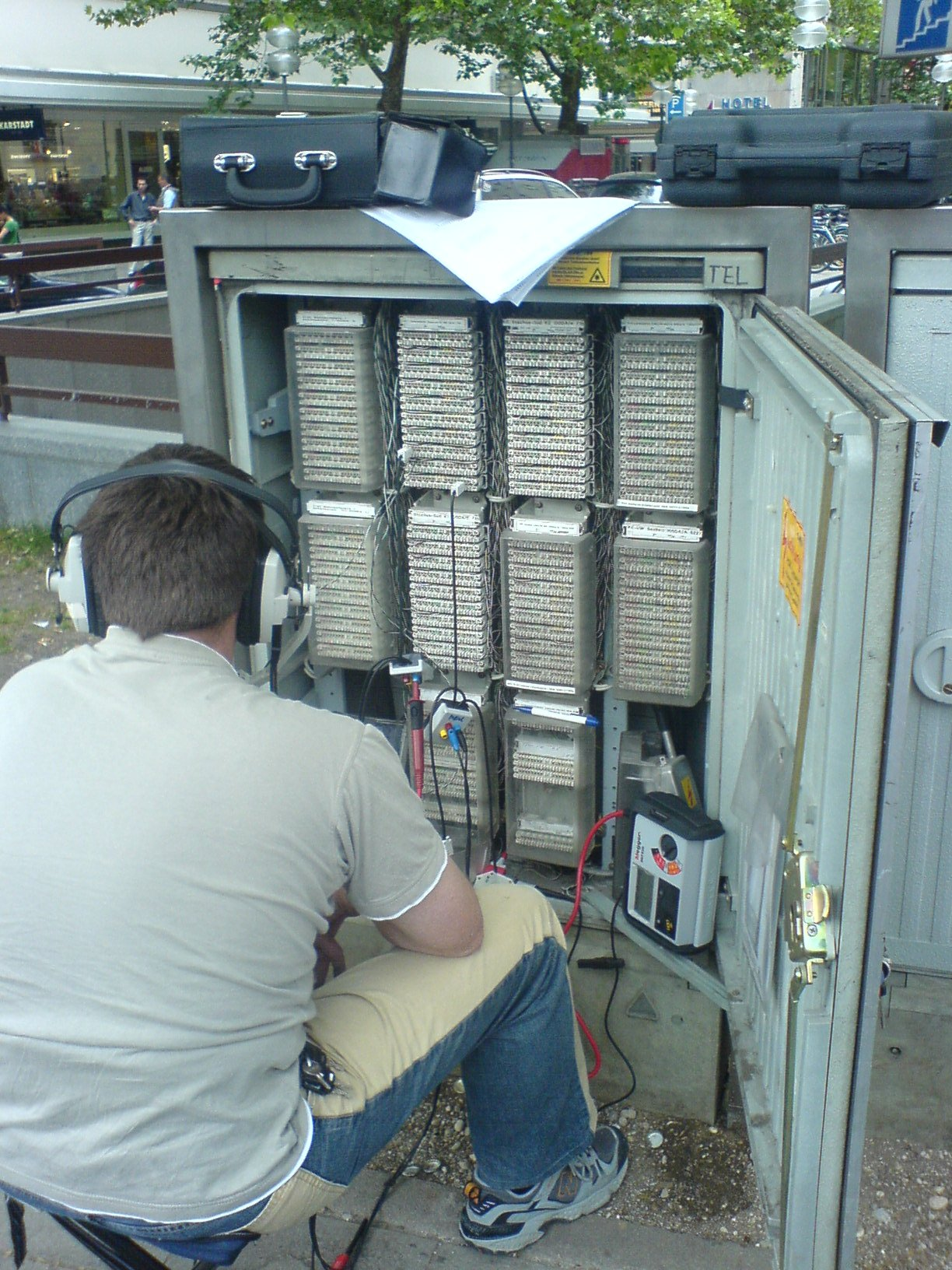
Geöffneter Kabelverzweiger der Telekom mit Techniker
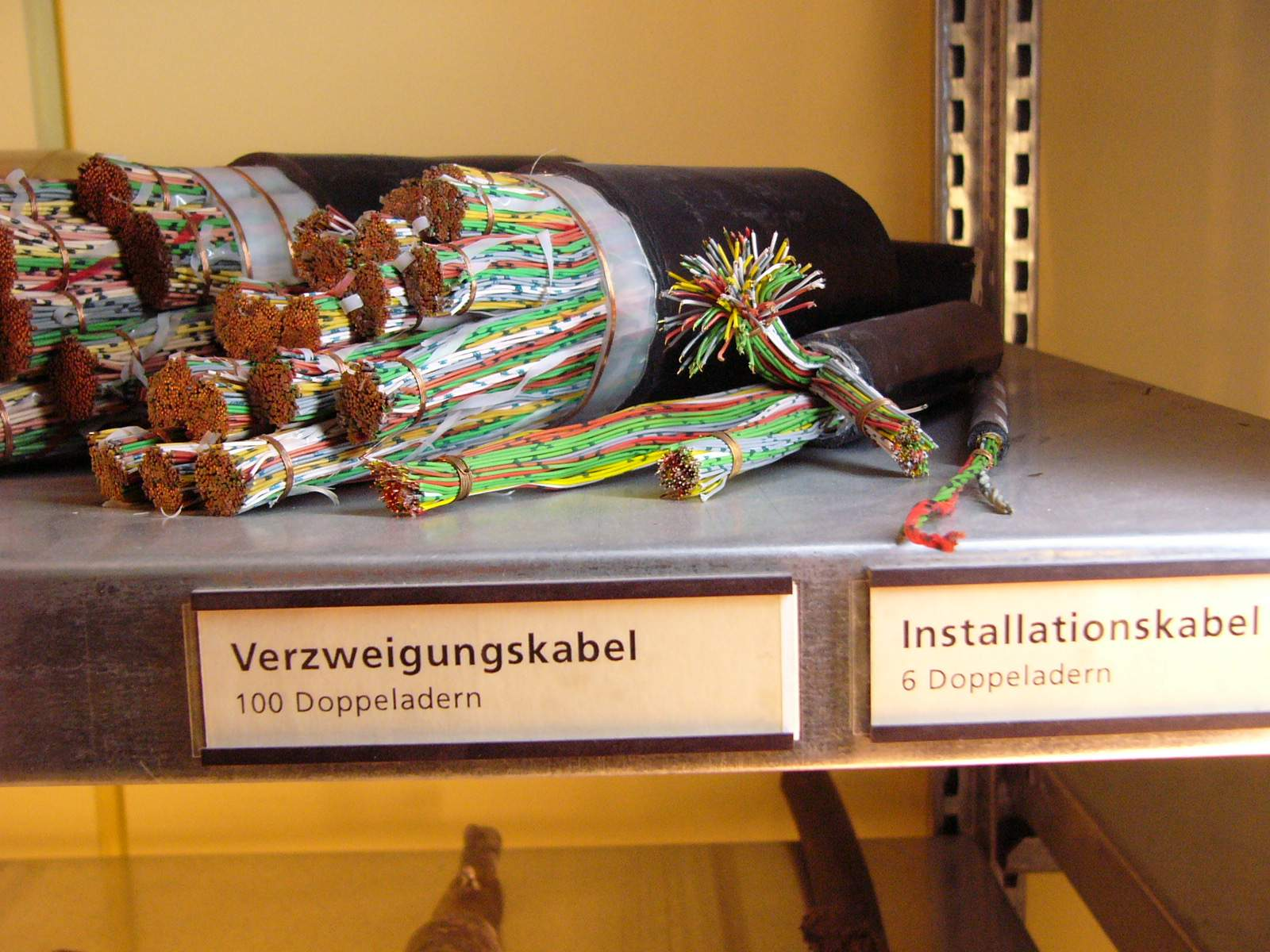
Hauptkabel und Verzweigungskabel mit 2000, 100 und 6 Doppeladern.
Struktur des Zugangsnetzes
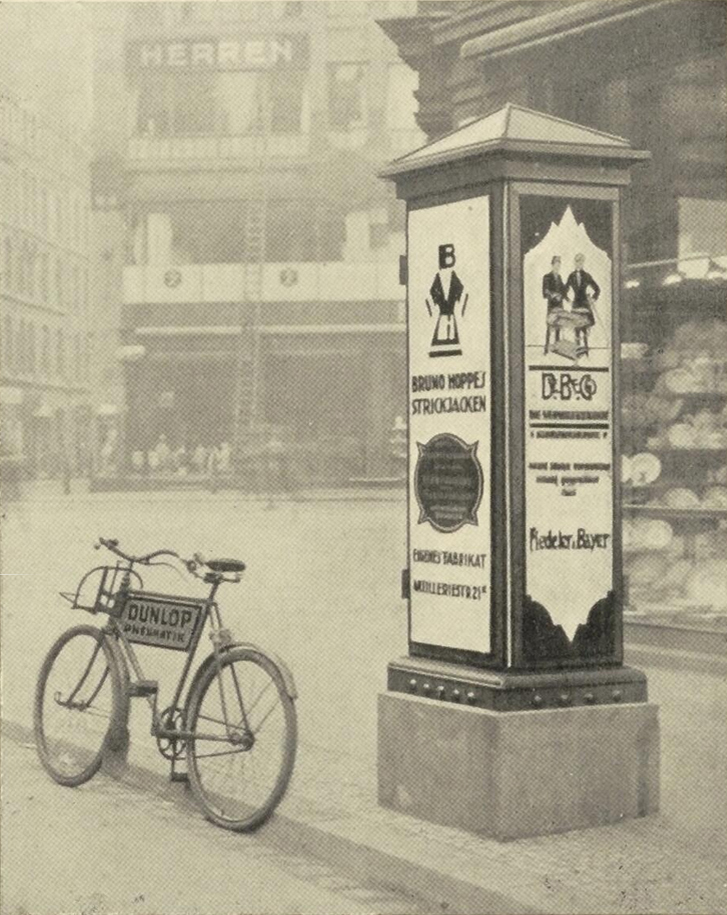
Um 1920: Historischer Kabelverzweiger in Hannover nach Art der Falke-Uhren
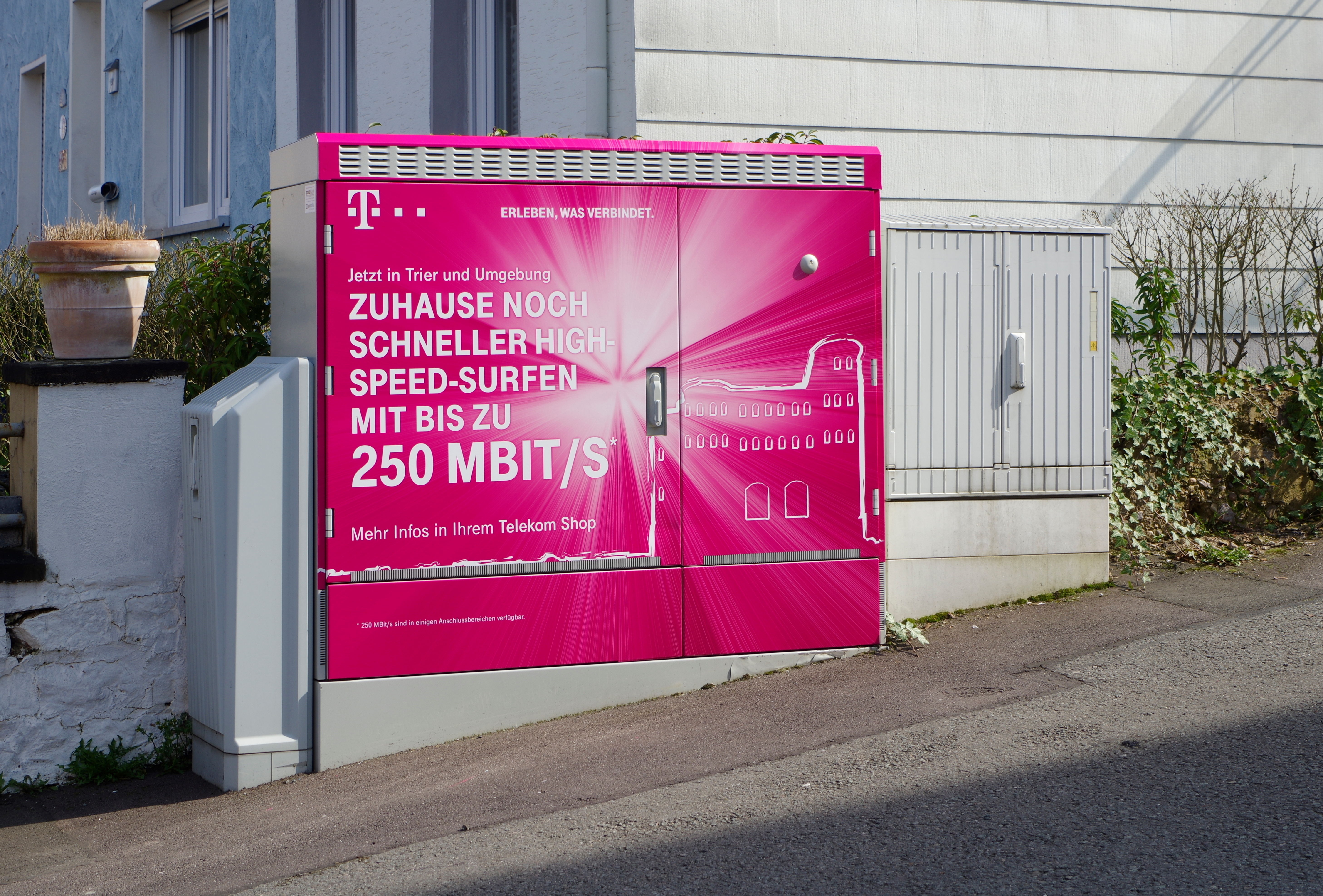
Kabelverzweiger (MFG 15) der Deutschen Telekom mit Werbeaufdruck, 2019

Je nach Bedarf werden im Kabelverzweiger die einzelnen Kabeladern der Haupt- und Verzweigungskabel über Schaltdrähte miteinander verbunden („rangiert“). Derzeit werden jedoch Lösungsansätze entwickelt, um das manuelle Rangieren mit Hilfe von ferngesteuerten Schaltmatrizen zu automatisieren.
Der Einsatz von Kabelverzweigern ist nicht auf das öffentliche Telefonnetz beschränkt; auch in weitläufigen Firmengeländen (z. B. in Kalkwerken oder Stadien) werden Kabelverzweiger verwendet.

## Bauweise

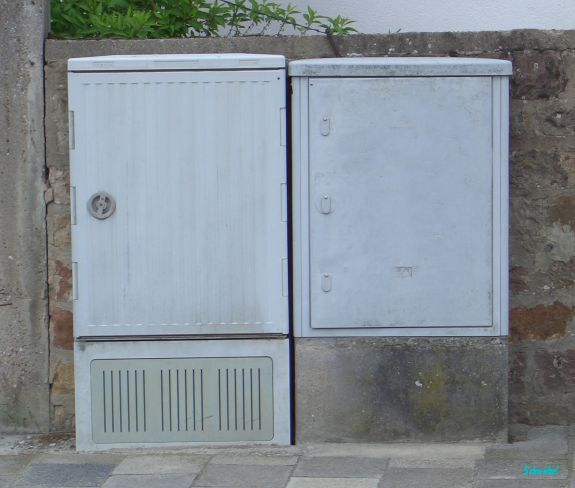
Links: KVz-Gehäuse 82(BK) mit eingebauter aktiver Technik
Rechts: „KVz-Gehäuse 59“

Wird in den Kabelverzweigergehäusen aktive Technik eingebaut (z. B. Verstärker des Breitbandnetzes), so kann dies wegen der geschlossenen Bauweise zu Wärmeproblemen führen. Abhilfe schaffen in diesem Fall Sockel mit Lüftungsschlitzen bzw. ein passives Klimadach, welche die Wärme der aktiven Netztechnik ableiten.

## Outdoor-DSLAM

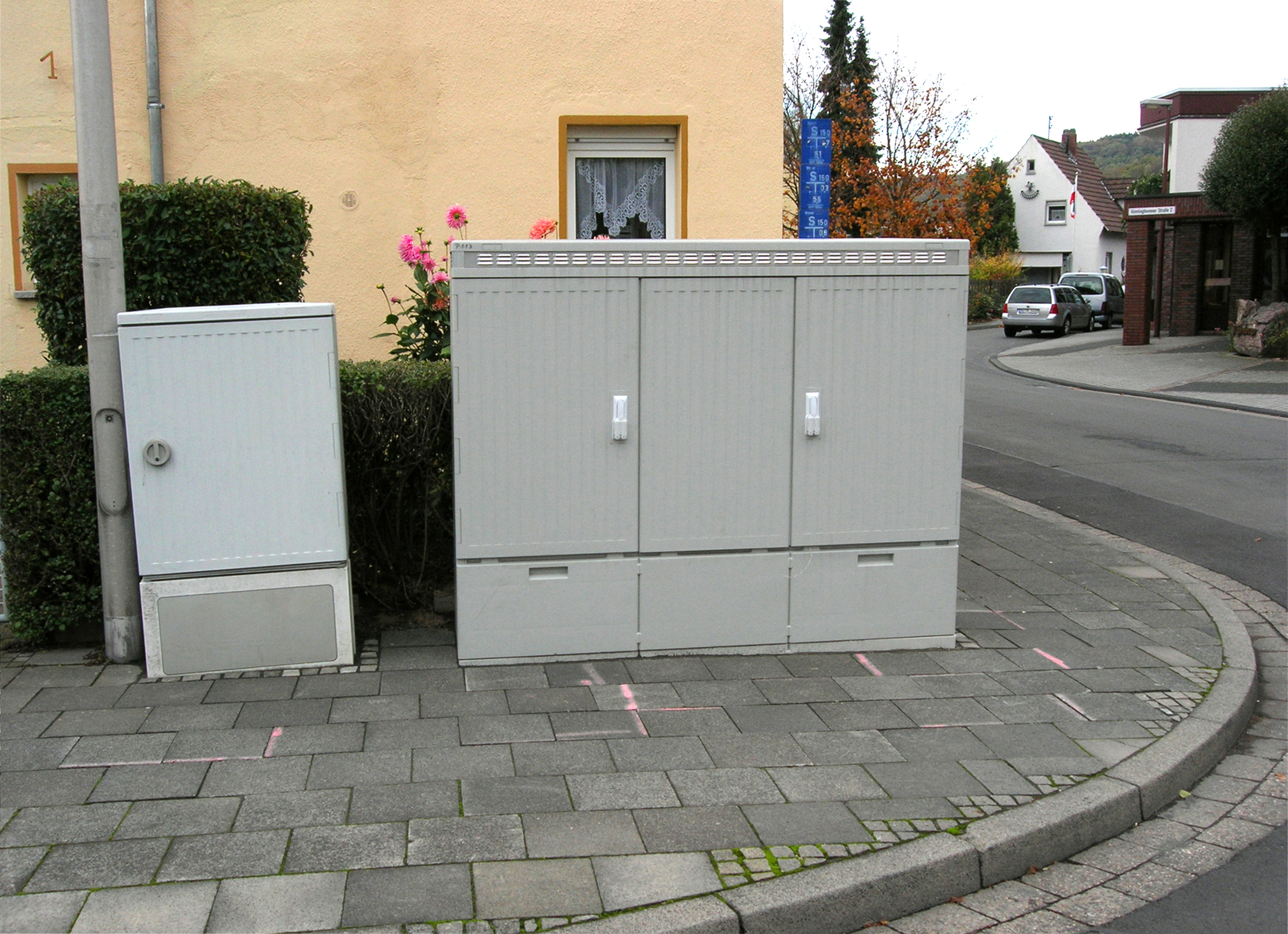
Links: KVz-Gehäuse 82
Rechts: Multifunktionsgehäuse MFG 18

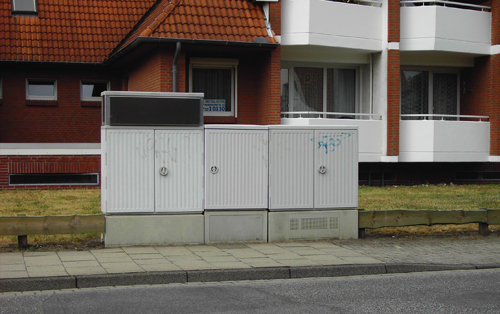
Links: umgerüsteter KVz zur Nutzung von DSL in Opal-Gebieten

Ortschaften, in denen kein DSL oder nur sehr niedrige DSL-Datenübertragungsraten möglich sind, werden bei genügender Nachfrage mittels Outdoor-DSLAM ausgestattet. Dazu ist es erforderlich, diese Standorte mit Glasfaserkabeln anzubinden, die meist neu verlegt werden müssen. Die Outdoor-DSLAM sind kleiner als die Indoor-Varianten, nutzen allerdings die gleichen Anschlussmodule (Linecards).
Welche DSLAM-Variante verwendet wird, wird nach Ausbau des Ortsnetzes entschieden.
Die Deutsche Telekom baut momentan Kabelverzweiger aus, indem ein größerer Schaltschrank über oder auch neben den (bzw. in die Nähe des) KVz gesetzt wird, um einen Outdoor-DSLAM installieren zu können, der über Glasfaser mit der Ortsvermittlungsstelle verbunden ist. Diese werden auch als Multifunktionsgehäuse (MFG) bezeichnet. Damit wird es möglich, Teilnehmer mit VDSL-Anschlüssen zu versorgen, die eine Datenübertragungsrate von 50 Mbit/s und mehr haben können (es werden Anschlüsse bis 250 Mbit/s vermarktet).
Die VDSL-Umsetzung wird dabei im KVz installiert.
Für OPAL-Ausbaugebiete gibt es spezielle Outdoor-DSLAM, da die OPAL-Geräte zwar mittels Glasfaser an die Vermittlungsstelle angebunden sind, diese jedoch nur den Frequenzbereich bis ~120 kHz (ISDN-Bandbreite) ins Glasnetz übertragen.
Über diese Technik können auch Gebiete, die über eine OPAL-Leitung ans Netz angebunden sind, mit DSL versorgt werden. Dafür werden ebenfalls Outdoor-DSLAMs installiert und die Kabelverzweiger damit nachgerüstet.
In einigen Bereichen wird der DSLAM die analogen Signale der Telefongespräche in VoIP umwandeln, so dass die Anschaltung an eine Vermittlungsstelle eingespart werden kann. Deren Aufgabe übernimmt dann der DSLAM und die ihm nachgeschaltete Technik für das Routing der IP-Pakete.

## Trivia
- Mit einem Prüfhandapparat für Entstörer konnten Techniker an einem Kabelverzweiger Ferngespräche führen.
- Oft mit Kabelverzweigerkästen verwechselt werden aufgrund ihrer Ähnlichkeit die Postablage- oder Depotkästen der Deutsche Post AG. Zusätzlich trägt zur Verwirrung bei, dass einige Kabelverzweigerkästen, die noch aus der Zeit der Deutschen Bundespost stammen, die eingestanzte Aufschrift „Post“ tragen.[3]